# Kaple svatého Františka z Assisi (Špindlerův Mlýn)
Kaple svatého Františka z Assisi je kamenná kaple v areálu Erlebachovy boudy v Krkonoších. 

## Historie

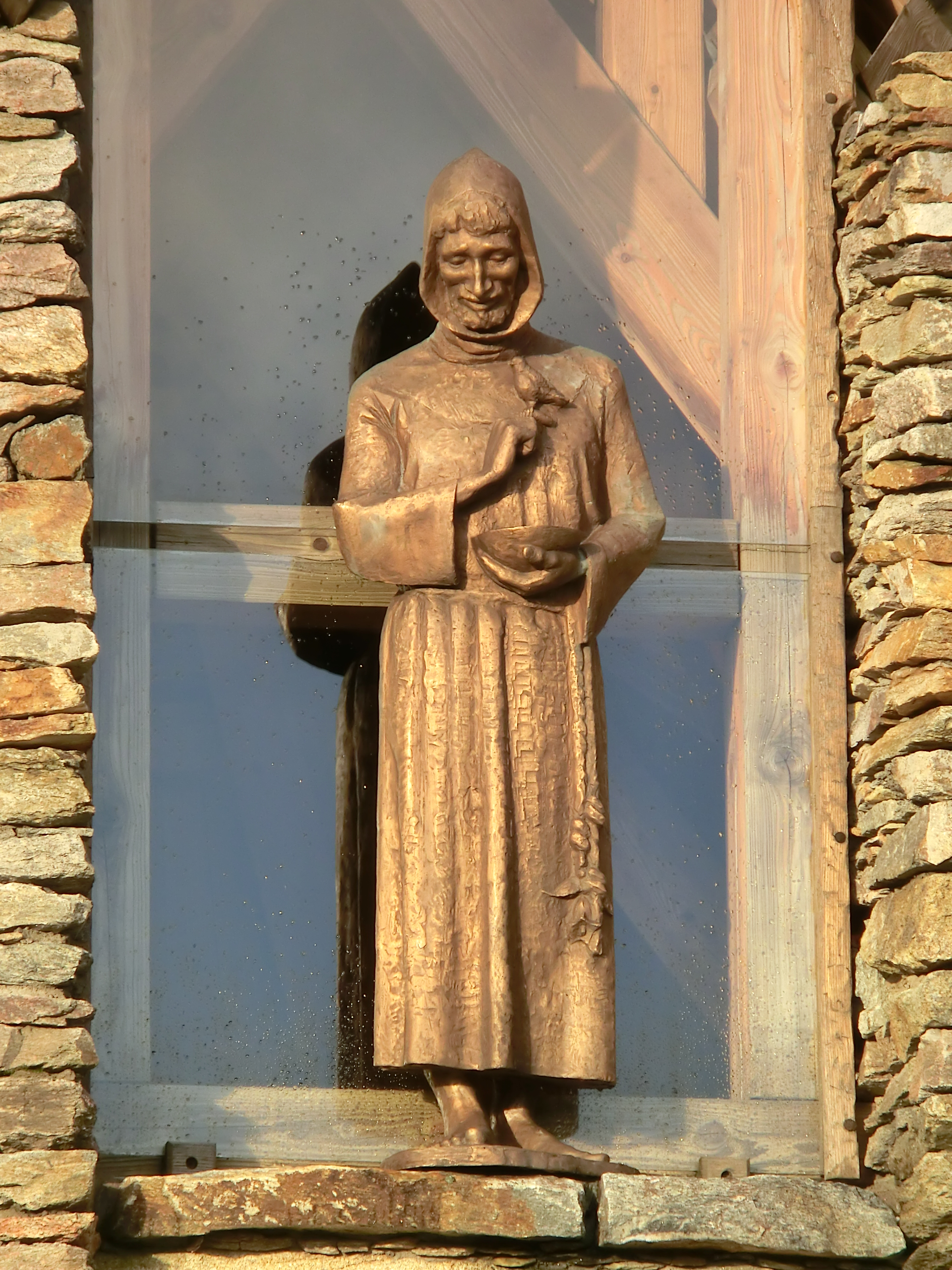
Socha svatého Františka z Assisi nad vchodem

Na místě kaple stál původně kamenný betlém z roku 1999. V létě 2007 nechali manželé Tomáškovi, majitelé Erlebachovy a Josefovy boudy postavit kamennou kapli. Autorkou návrhu podoby kapličky je architektka Zuzana Sceranková a projekt zpracoval Ing. Martin Havlíček.
3. října 2007 byla kaple vysvěcena Mons. Josefem Kajnkem za spoluúčasti papežského nuncia v České republice Mons. Diega Causera.

## Popis
Kaple je postavena z krkonošského kamene. V každé z bočních stěn jsou vitrážová okna a přední stěna věžičky je prosklená. To z důvodu, aby byl dobře vidět zvon nesoucí jméno Anežka Česká. Nad vchodem stojí socha svatého Františka z Assisi od Mariana Grolmuse. Kapli zakrývá šindelová střecha.

## Bohoslužby
Na místě se často slouží mše svaté i konají svatby. Tradicí ovšem zůstává každoroční pouť, konající se první neděli po svátku svatého Františka (4. října) a Horská slavnost Tříkrálová zavedená Tomášem Halíkem v podvečer 6. ledna.